# Sąsiadowice (gmina)
Sąsiadowice – dawna gmina wiejska w powiecie samborskim województwa lwowskiego II Rzeczypospolitej. Siedzibą gminy były Sąsiadowice.
Gminę utworzono 1 sierpnia 1934 r. w ramach reformy na podstawie ustawy scaleniowej z dotychczasowej gminy wiejskiej Sąsiadowice.
Po II wojnie światowej obszar gminy znalazł się w ZSRR.